# Srbice (Ústí nad Labem)
Srbice é uma comuna checa localizada na região de Ústí nad Labem, distrito de Teplice.